# Сеффле
Сеффле (швед. Säffle) — містечко (tätort, міське поселення) у центральній Швеції в лені  Вермланд. Адміністративний центр комуни  Сеффле.

## Географія
Містечко знаходиться у південній частині лена  Вермланд за 361 км на захід від Стокгольма.

## Історія
Згідно з легендою, вікінг Улоф Третелья оселився і жив у Сеффле. Вулиці, церкви і багато інших місць називаються його ім'ям.
Містечко почало зростати після будівництва каналу в 1837 році, що дозволило суднам безпечно обходити небезпечні ділянки та пороги на річці Биальвен.
У 1882 році Сеффле отримав статус чепінга. А з 1951 року став містом. У 1971 році увійшов до складу однойменної комуни.

## Герб міста
Герб торговельного містечка (чепінга) Сеффле отримав королівське затвердження 1950 року. З 1951 року воно набуло права міста, а герб залишився у використанні без змін.
Сюжет герба: щит перетятий хвилясто на золоте і синє поля, з останнього виходить синій орел з розгорнутими крильми та з червоними дзьобом і язиком.
Хвилясте ділення і синє поле означає канал Сеффле, який з'єднує озера Венерн і Глафсфйорден. Орел походить з герба ландскапу Вермлан.
Після адміністративно-територіальної реформи, проведеної в Швеції на початку 1970-х років, муніципальні герби стали використовуватися лишень комунами. Цей герб був 1971 року перебраний для нової комуни Сеффле.

## Населення
Населення становить 9 394 мешканців (2018).

### Уродженці
- Тіна Тернер (* 1966) — шведська автогонщиця.

## Спорт
У поселенні базуються футбольні клуби Сеффле ФФ та СК «Сіфгелла», хокейний Сеффле ГК та інші спортивні організації.

## Галерея

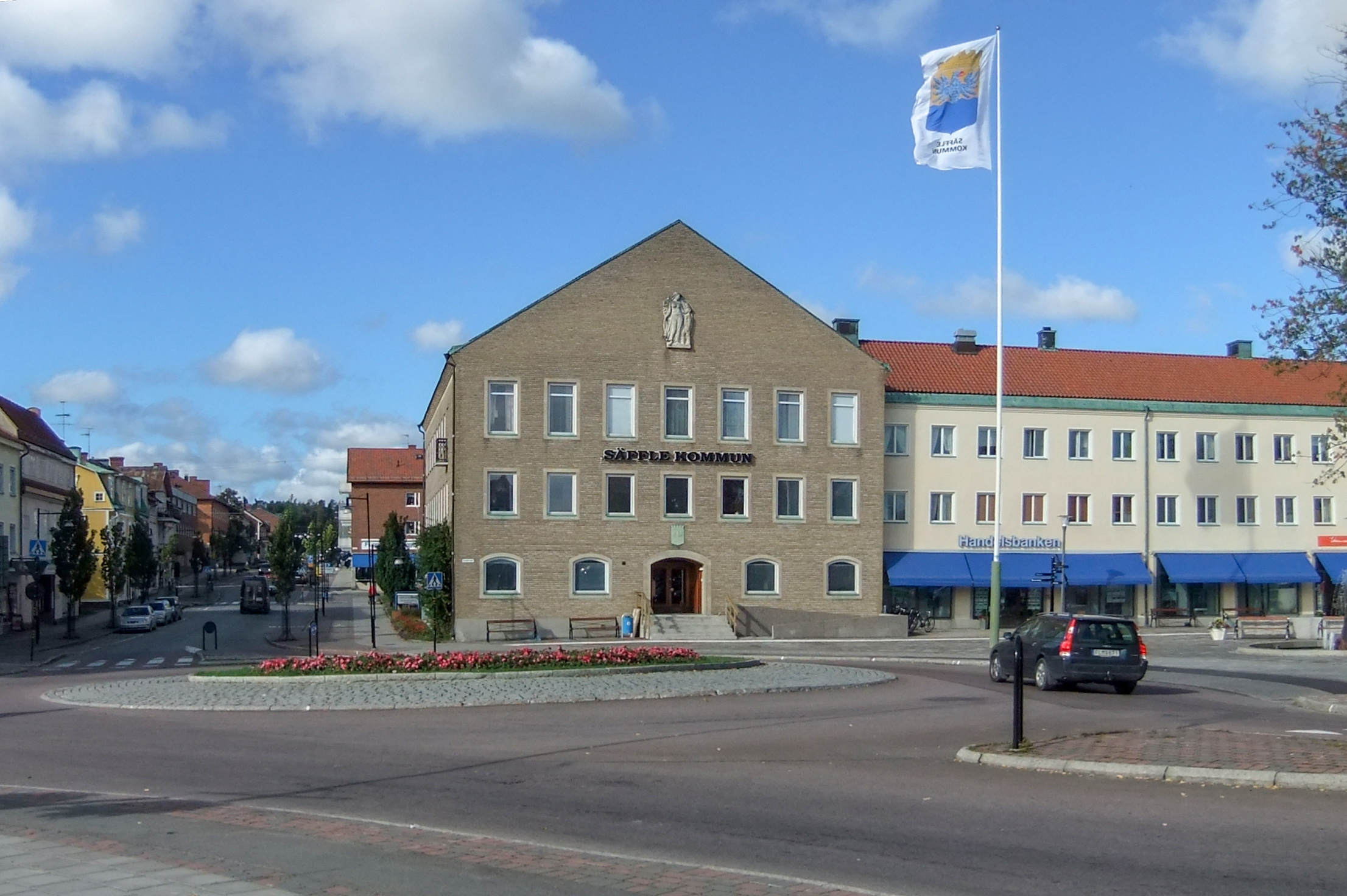
Управа комуни
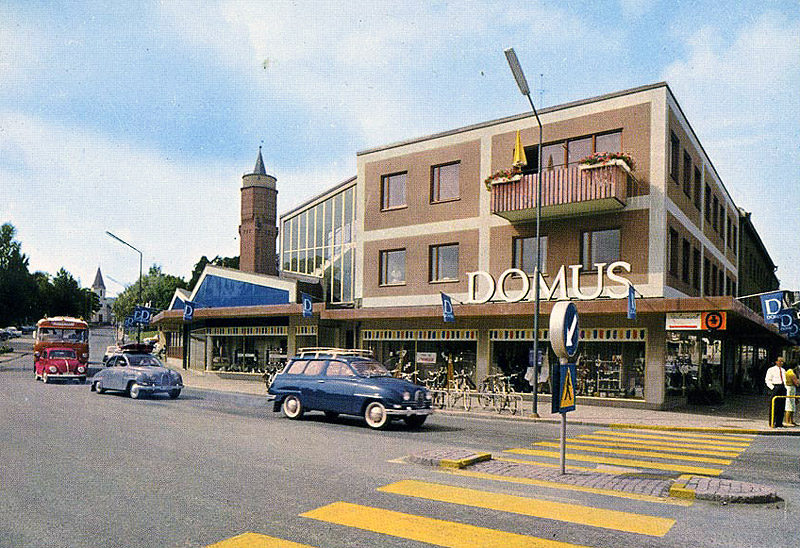
У центрі міста
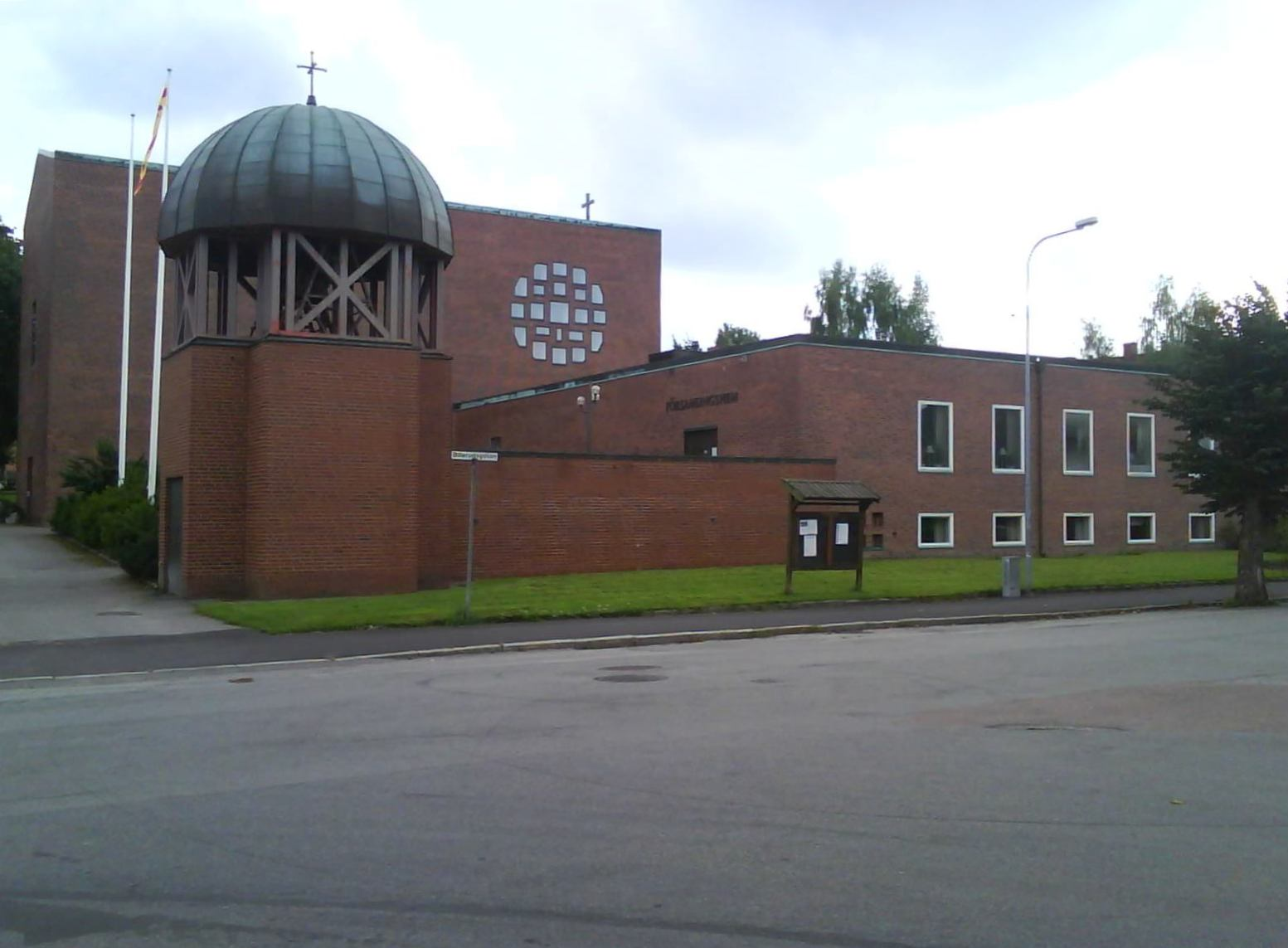
Церква
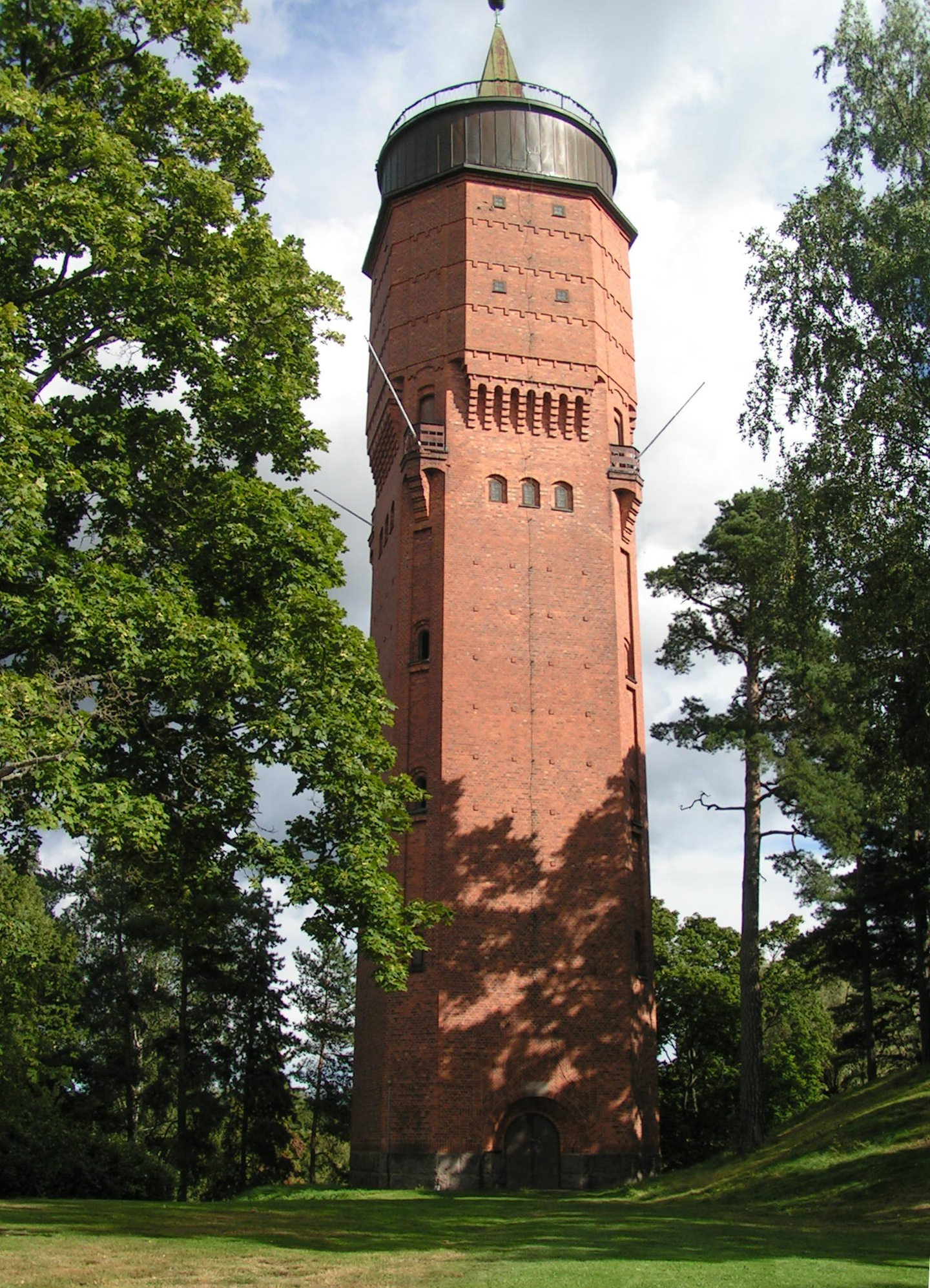
Водонапірна вежа
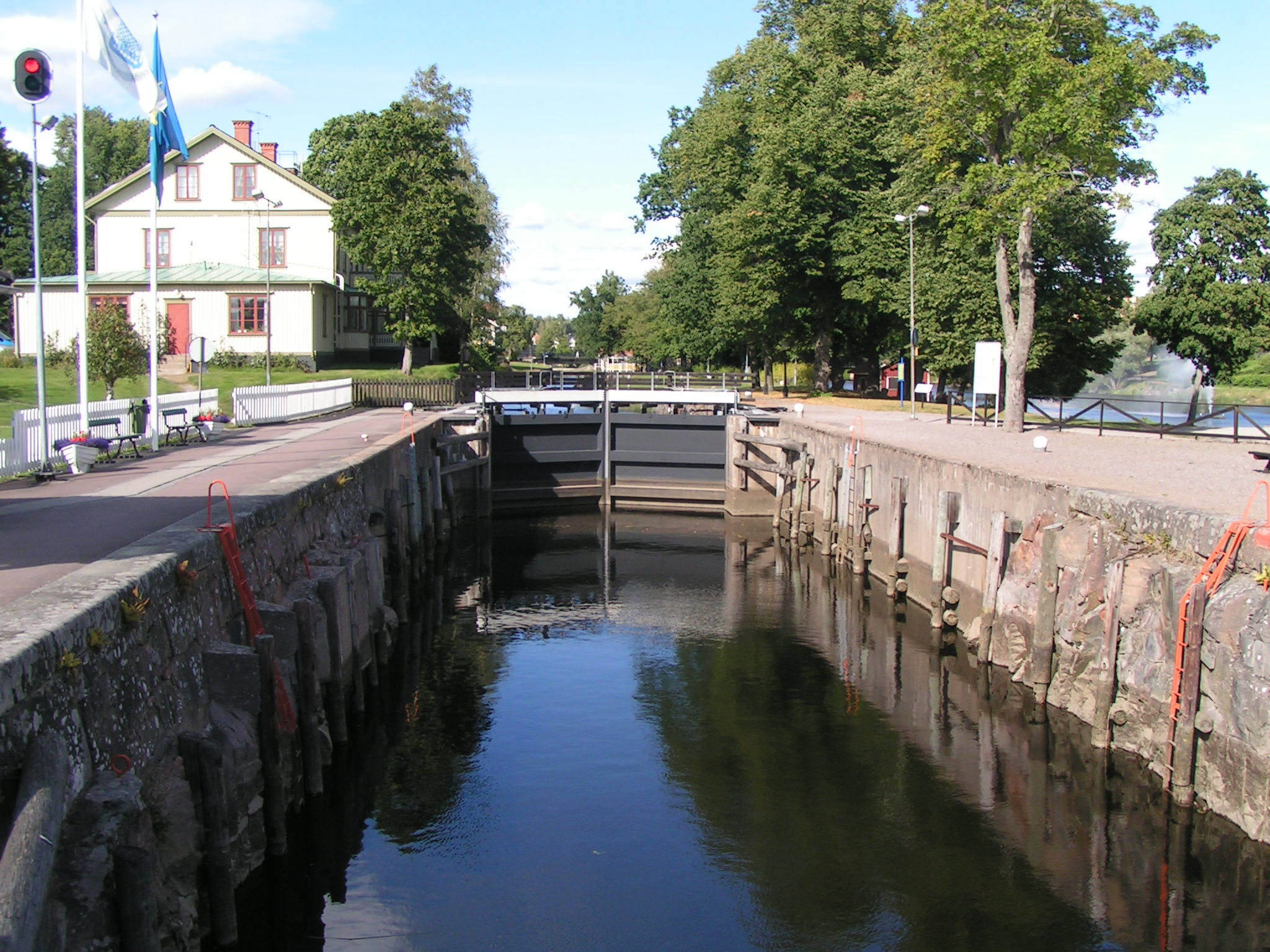
Шлюзи

## Покликання
- Сайт комуни Сеффле